# Kimberly Hill
Kimberly "Kim" Hill, född 30 november 1989 i Portland i Oregon, är en amerikansk volleybollspelare. Med USA:s landslag tog hon brons vid OS 2016 och guld vid OS 2020 samt guld vid VM 2014. Hon avslutade karriären 2021.